# Équipe d'Angleterre des moins de 17 ans de football
Cet article traite de l'équipe masculine. Pour l'équipe féminine, voir Équipe d'Angleterre féminine de football des moins de 17 ans.
Maillots
L'équipe d'Angleterre de football des moins de 17 ans est constituée par une sélection des meilleurs joueurs anglais de moins de 17 ans sous l'égide de la Fédération d'Angleterre de football. L'équipe a remporté par deux fois le Championnat d'Europe des moins de 17 ans, ainsi que la Coupe du monde des moins de 17 ans en 2017.

## Histoire
Équipe ayant des jeunes joueurs talentueux depuis nombreuses générations elle ne parvient jamais vraiment à s'imposer au niveau Européen , en 2010 cependant elle gagne pour la première fois le championnat d'Europe u17 , une deuxième fois en 2014 et malgré des éliminations successives en 2013 et 2015 la sélection u17 Anglaise remporte pour la première fois la Coupe du monde 2017 des moins de 17ans .

## Parcours

### Parcours en Championnat d'Europe
| - 1982 : Non qualifiée - 1984 : 3e - 1985 : Non qualifiée - 1986 : Non qualifiée - 1987 : Non qualifiée - 1988 : Non qualifiée - 1989 : Non qualifiée - 1990 : Non qualifiée - 1991 : Non qualifiée - 1992 : Non qualifiée - 1993 : 1er tour - 1994 : Quarts-de-finale - 1995 : Quarts-de-finale - 1996 : Quarts-de-finale - 1997 : Non qualifiée - 1998 : Non qualifiée - 1999 : Quarts-de-finale - 2000 : 1er tour |  | - 2001 : 4e - 2002 : 3e - 2003 : 4e - 2004 : 4e - 2005 : 1er tour - 2006 : Non qualifiée - 2007 : Finaliste - 2008 : Non qualifiée - 2009 : 1er tour - 2010 : Vainqueur - 2011 : Demi-finaliste - 2012 : Non qualifiée - 2013 : Non qualifiée - 2014 : Vainqueur - 2015 : Quarts-de-finale - 2016 : Quarts-de-finale - 2017 : Finaliste - 2018 : Demi-finaliste - 2019 : 1er tour - 2020 - 2021 : Editions annullées - 2022 : Non qualifiée - 2023 : Quarts-de-finale |

### Parcours en Coupe du monde
| - 1985 : Non qualifiée - 1987 : Non qualifiée - 1989 : Non qualifiée - 1991 : Non qualifiée - 1993 : Non qualifiée - 1995 : Non qualifiée - 1997 : Non qualifiée - 1999 : Non qualifiée - 2001 : Non qualifiée - 2003 : Non qualifiée |  | - 2005 : Non qualifiée - 2007 : Quarts-de-finale - 2009 : Non qualifiée - 2011 : Quarts-de-finale - 2013 : Non qualifiée - 2015 : Non qualifiée - 2017 : Vainqueur - 2019 : Non qualifiée - 2023 : Huitièmes-de-finale |

## Anciens joueurs
- Henri Lansbury
- Krystian Pearce
- Danny Welbeck
- Danny Rose
- Rhys Murphy
- Victor Moses
- Gavin Hoyte
- Dan Gosling
- Jordan Spence
- James Milner
- Scott Sinclair
- Wayne Rooney
- Shane Paul
- Hogan Ephraim
- Joe Garner
- Myles Weston
- Steven Gerrard
- Theo Walcott
- Dean Ashton
- Andre Wisdom
- Connor Wickham
- Dele Alli
- Ross Barkley
- Nathaniel Chalobah
- Will Keane
- Harry Winks
- Saido Berahino
- Jack Butland
- Tom Thorpe
- Josh McEachran
- Jordan Pickford
- Patrick Roberts